# Bona de Berry
Bona de Berry (em francês: Bonne de Berry; 1362/1365 — Carlat, 30 de dezembro de 1435) foi suo jure senhora de Faucigny e senhora de Carlat. Foi condessa consorte de Saboia como esposa de Amadeu VII de Saboia, e depois condessa de Armagnac ao se casar com Bernardo VII, Conde de Armagnac.

## Família
O pai de Bona era João de Berry, filho do rei João II de França e de Bona de Luxemburgo, e sua mãe era Joana de Armagnac, filha do conde João I de Armagnac e de sua segunda esposa, Beatriz de Clermont.
Bona foi a primeira filha e terceira criança de cinco filhos. Seus irmão eram: Carlos, conde de Montpensier; Luís; Maria, duquesa da Auvérnia e João II de Berry, conde de Montpensier.

## Biografia

### Primeiro casamento
Bona ficou noiva do conde em Valence, em 7 de maio de 1372, e casou-se com Amadeu no Hôtel Saint-Pol, em Paris, em 18 de janeiro de 1377. Ele era filho de Amadeu VI de Saboia e de Bona de Bourbon.
Porém, ela apenas chegou em Saboia em 1381, alguns anos depois do casamento.

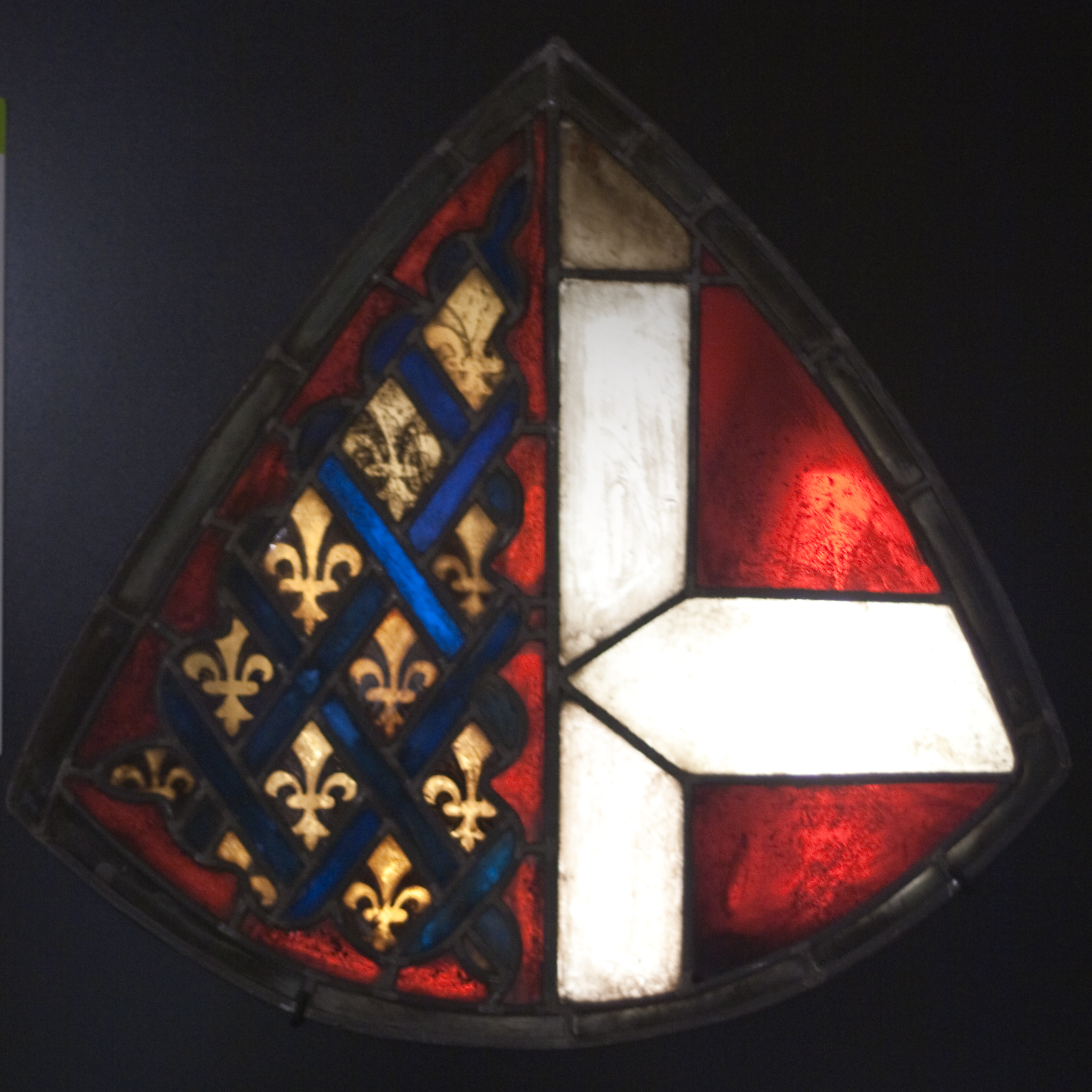
Cópia de um vitral com os brasões de Bona e Amadeu, no Castelo de Chillon, na Suíça. O original está no Museu Histórico de Lausana.

Após a morte de Amadeu em 1391, seguiu-se uma disputa para decidir quem seria a regente, Bona, mãe de Amadeu VIII, ou sua avó, Bona de Bourbon, favorecida pelo filho falecido. Em 4 de maio de 1393, sua sogra, lhe cedeu o título de Senhora de Faucigny, em Chambéry. Finalmente, o conflito foi resolvido por um acordo assinado em 8 de maio de 1393.

### Segundo casamento
Bona se casou com o conde Bernardo VII de Armagnac em contrato datado de 2 de dezembro de 1393, no Castelo de Mehun-sur-Yèvre. Seus pais eram João II, conde de Armagnac e Joana de Périgord.
Em Bourges, em novembro de 1410, Bona se tornou Senhora de Carlat por ter seu pai lhe cedido o título. Em 1427, ela renunciou ao Senhorio de Faucigny em benefício do filho, Amadeu.
Bona morreu em 30 de dezembro de 1435 aos 70 ou 73 anos de idade, e foi enterrada no Convento dos Cordeliers, em Rodez.

## Descendência
Com Amadeu, teve três filhos:
- Amadeu VIII, Duque de Saboia conhecido como Antipapa Félix V (4 de setembro de 1383 - 7 de janeiro de 1451), sucessor do pai, marido de Maria de Borgonha. Teve filhos;
- Bona de Saboia (11 de outubro de 1388 - 4 de março de 1432), esposa de Luís de Piemonte, príncipe de Acaia. Não teve filhos;
- Joana de Saboia (16 de julho de 1392 - 1460) esposa de Giangiacomo Paleólogo, marquês de Monferrato, com quem teve seis filhos.

Com Bernardo, teve sete filhos:
- Bona de Armagnac (19 de fevereiro de 1395 - 1430 ou 16 de novembro de 1435), duquesa de Orleães como esposa de Carlos, Duque d'Orleães. Não teve filhos;
- João IV de Armagnac (15 de outubro de 1396 - 14 de outubro de 1450/12 de maio de 1451), conde de Armagnac, Fézensac e Rodez. Marido de Branca da Bretanha, filha de João V, Duque da Bretanha, com quem teve um filho. Viúvo, se casou com a infanta Isabel de Navarra, filha do rei Carlos III, que lhe deu vários filhos;
- Maria, nasceu em 1397 e morreu jovem;
- Bernardo de Armagnac (29 de março de 1400 - 1462), conde de Pardiac, marido de Leonor de La Marche, e pai de dois filhos;
- Ana de Armagnac (n. 1402), esposa de Carlos II de Albret, conde de Dreux. Foi uma ancestral de Joana III, Rainha de Navarra;
- Joana (30 de julho de 1403 - 1403), enterrada em Rodez;
- Beatriz (Gages, 9 de abril de 1406 - 1418).